# The Alchemist Discovering Phosphorus
The Alchemist Discovering Phosphorus eller The Alchymist, in Search of the Philosopher’s Stone, Discovers Phosphorus, and prays for the successful Conclusion of his operation, as was the custom of the Ancient Chymical Astrologers är en tavla av den brittiske konstnären Joseph Wright of Derby. Den målades 1771 och hänger på Derby Museum and Art Gallery.
Motivet föreställer en alkemist, som har försökt att hitta De vises sten, som kunde förvandla vanliga metaller till guld, men istället, till sin förvåning, upptäcker han fosfor. Wright målade inte bilden av alkemisten med samtida bakgrund, utan istället valde han rummet med medeltida gotiska valv och höga, spetsiga fönster, som om han var i en kyrka.